# Søren Trolborg
Søren Trolborg (født 11. november 1920 i Kerteminde, død august 2012 i Nykøbing Falster) var en dansk lærer og politiker, der var amtsborgmester i Storstrøms Amt fra 1970 til 1983, valgt for Socialdemokratiet.
Han blev uddannet lærer i 1945 fra Skårup Seminarium og var efterfølgende ansat som timelærer ved Vestre Skole i Slagelse og i Toreby, hvor han fra 1956 var førstelærer. Fra 1961 til 1970 havde han en lignende stilling på Reventlowsskolen i Højreby.
Det politiske virke optog ham allerede fra 1950, hvor han blev valgt til Landet-Ryde Sogneråd for Socialdemokratiet. Fra 1958 var han samtidig medlem af Maribo Amtsråd. Efter kommunalreformen i 1970 blev Søren Trolborg den første amtsborgmester i det nye Storstrøms Amt og sad frem til udgangen af 1983.
Fra 1970 til 1986 var han medlem af Amtsrådsforeningens bestyrelse, og fra 1982 til 1986 bestred han formandsposten i pensionsselskabet PKA.
Han forsøgte sig fra 1955 som folketingskandidat, men opnåede aldrig valg.